# آپالوزا
آپالوزا یا آپولوسا (به انگلیسی: The Appaloosa) همچنین شناخته شده با نام جنوب غربی سونورا فیلمی است محصول سال ۱۹۶۶ آمریکا در ژانر وسترن از یونیورسال استودیوز با بازی مارلون براندو، آنجانته کامر و جان ساکسون، که برای بهترین بازیگر نقش مکمل مرد در به تجسم کشیدن یک راهزن مکزیکی نامزد دریافت جایزه گلدن گلوب شد. این فیلم توسط سیدنی جی. فیوری کارگردانی شده و در رایت وود، دره آنتلوپ و لیک لس آنجلس در کالیفرنیا، سنت جورج در یوتا، کلرادو سیتی در آریزونا فیلمبرداری شده است.
فیلم آپالوزا محصول سال ۲۰۰۸ با بازی اد هریس و ویگو مورتنسن با وجود نام مشابه ارتباطی به این فیلم ندارد.

## خلاصه داستان
متئو (با بازی مارلون براندو) به دنبال باز پس گیری اسب خودش است که توسط تبهکاری مکزیکی به سرقت رفته…